# SV Wollishofen
SV Wollishofen, pełna nazwa Schachverein Wollishofen – szwajcarski klub szachowy z siedzibą w dzielnicy Zurychu – Wollishofen, mistrz Bundesligi z 2001 roku.

## Historia
Klub został założony w 1933 roku. W 1990 roku zdobył pierwsze mistrzostwo Zurychu, później to osiągnięcie powtórzono w latach 1998, 2000, 2004–2009, 2013, 2018 i 2019. W latach 1996–1999 klub zdobył wicemistrzostwo Bundesligi, a w 2001 roku uzyskał mistrzostwo. W 1999 zespół awansował do Nationalligi A, po czym spadł, a w 2001 roku ponownie awansował. W 2002 roku klub zajął szóste miejsce w Nationallidze A, a w sezonach 2007 i 2009 – piąte. W 2006 roku klub zadebiutował w Pucharze Europy. Klub wygrał wówczas mecze z SK1968 i SG Zürich, zremisował z wyżej notowanymi SK Jenbach i Beer-Sheva Chess Club oraz przegrał trzy spotkania, zajmując w klasyfikacji 38. miejsce. W 2013 roku zespół spadł z Nationalligi A. Rok później klub ponownie awansował do Nationalligi A. W sezonie 2022/2023 klub zajął trzecie miejsce w Bundeslidze. Natomiast w 2024 roku zespół był piąty w Nationallidze A.
W klubie grali m.in. Jan Gustafsson, Li Min Peng i Michael Prusikin.